# Patrick Proisy
Patrick Proisy (* 10. září 1949, Évreux) je bývalý francouzský tenista. V roce 1972 byl světovým hráčem č. 16, toho roku také dosáhl svého největšího úspěchu na kurtech, když se probil do finále dvouhry na Roland Garros, kde poté podlehl Španělovi Andrési Gimenovi. V roce 1973 si zahrál semifinále Australian Open. Vyhrál též turnaj v Perthu roku 1972 a Dutch Open 1977. Ovládl též singlovou soutěž na letní univerziádě roku 1970. V Davis Cupu odehrál za reprezentaci 21 utkání, 12 z nich vyhrál, 9 prohrál. Po skončení hráčské kariéry se věnoval sportovnímu funkcionářství, v letech 1997 až 2003 byl prezidentem fotbalového klubu RC Strasbourg Alsace. V roce 2016 dostal desetiměsíční podmíněný trest odnětí svobody za finanční nesrovnalosti, část peněz z přestupů měl nezákonně vyvést mimo klubovou pokladnu. Trest mu byl v roce 2019 po odvolání snížen na šest měsíců. V roce 2021 byl obnoven proces.